# Anchimallén
El Anchimallén es un ser mítico perteneciente a la mitología mapuche.

## Descripción
Es descrito como un ser pequeño que se transforma en una esfera de luz y/o fuego que emite una radiante luminosidad como si se tratara de una centella o foco. Se dice que estos espíritus se dejan ver en el mundo de las personas o Püllü Mapu, por lo general en señal de malos augurios, como es la muerte u otros males como enfermedades.
Los cronistas posteriormente los asimilaron con los duendes, describiéndolos también como seres con la forma de un enano de sexo indeterminado, con la altura y grosor de un niño de pocos meses. 
La palabra que describe a este ser es un vocablo que ha suscitado infinidad de discusiones, no solo por su fonética, sino por las vinculaciones con otros elementos mágicos, en relación con extraños fenómenos lumínicos en los cielos, con prácticas de brujería o incluso con el fenómeno ovni. 
Debido a su característica lumínica, erróneamente también se suele utilizar esta palabra para referirse a Kuyén, el espíritu que representa a la Luna, la esposa de Antu (el Sol) y las estrellas. 
Igualmente, producto de que el anchimallén suele presentarse como un ser de pequeño tamaño y luminosos, suelen ser confundidos con otras criaturas de la mitología mapuche, como los laftraches o los cherufes respectivamente; aunque estos presentarían un origen y otras características diferentes.

## Leyenda
Las leyendas se refieren a los anchimallén como unas llamas ligeras y fugitivas con la forma de pequeños niños, las cuales aparecen repentinamente en los montes y el aire para luego desvanecerse también en cuestión de segundos. Suelen presentarse ante las personas generalmente como "esferas de fuego", las cuales en el día se pueden ver, pero no brillan; característica que solo revelan en la noche. Igualmente se cuenta que en los sectores donde vivirían varios anchimallén, en las noches algunas veces suelen pelearse entre sí; pelea que se observa como dos bolas de fuego que vuelan a pocos metros del suelo y que chocan entre ellas liberando chispas. 
Se dice que se les escucharía como el llanto de un bebe recién nacido, y si alguien lo viera de muy cerca; el anchimallén utilizaría su luz para confundir y desorientar, dejando aturdido momentáneamente a la persona; o incluso dejándola ciega, enferma de la vista o tuerta o tartamuda. Otra capacidad que tiene es que el anchimallén tendría la capacidad de cambiar su forma. El anchimallén se alimentaría con leche, sangre o miel, siendo la misión del anchimallén la de proteger y obedecer a su dueño haciendo el bien o el mal; según los deseos de quién lo controla.
Así, el anchimallén actuaría como un ser benéfico, si este es criado por los mapuches para cuidar sus animales o sus bienes, defendiendo valientemente lo que cuida cuando alguien trata de robar lo que se le encomendó vigilar. Por ello sería un ser valioso dado de generación en generación, para ser utilizado para atraer riquezas y fortunas. Igualmente se menciona que cuando el Anchimallén aparece de color rojo, los Mapuches interpretan ese suceso como la muerte de un gran personaje.
En cambio, si el anchimallén actuara como un ser maléfico, se dice que estos habrían sido creados por un calcu o brujo chilote, que por diversos motivos no posee un poderoso espíritu wekufe, y requiere un sirviente sobrenatural; con el fin de utilizarlo para sus fines y convertirlos en su protectores. El calcu los crearía a partir de los restos mortales perteneciente a una niña o un niño que murió de una forma repentina. Después de ser sepultada sería desenterrada y a partir de sus huesos, sus restos son transformados y vueltos a la vida por el calcu; siendo la nueva criatura formada posteriormente alimentada debajo de una olla llena de sangre humana, escuchándose en el proceso un canto lastimero semejante al de un niño recién nacido.
Por ello se dice que cuando una radiación brillante y fugaz de un anchimallén desconocido aparecería en los campos, en la cima de las montañas, en las ramas de los árboles o en los techos de las rucas, el mapuche cree que significa que se producirá la muerte para alguien. Esto ya que se cree que el anchimallén actuaría como una mensajera dañina que puede ser usada por el calcu para causar la muerte y provocar enfermedades en las personas; al igual que los poderosos wekufes. Se dice que solo las ceremonias de Machitún y una buena machi pueden hacer escapar del cuerpo a este ser; ya que por el origen puro de este, a la Machi le cuesta más sacar del cuerpo, y por ello se requiere además la intervención de otras personas de la comunidad que tengan un espíritu fuerte que neutralicen al anchimallén que ha desequilibrado a la persona. 
Debido a las cualidades que posería el anchimallén, es que también se cuenta que hay personas codiciosas que pagarían mucho dinero a los calcus, para poder lograr tener un anchimallén. Igualmente se dice que incluso hay personas que los roban, al seducirlos con los alimentos que le gustan al anchimallén; colocando miel, sangre o leche en lugar que se quiere que este ser cuide. Por ello, para evitar el robo, los anchimallén siempre deben estar bien alimentados. Esto además ha originado el dicho de que "por goloso pierde la vida el anchimallén"; ya que si sus verdaderos dueños son calcus, al enterarse de la negligencia de su sirviente, los castigarían con la muerte.
Igualmente en la tradición popular criolla, se dice que para ahuyentarlos hay que hacer ruidos metálicos con las espuelas u otros objetos, para así evitar una futura desgracia.

## Otras denominaciones
El Anchimallén es también conocido como Anchimayén, Anchimalén, Auchimalgén, Auchimalguén, Anchimalguén, Anchimalwén, Anchimalhuén, Anchimaluén, Chimalguén o Chimalen.